# 동남아시아 요리

동남아시아

동남아시아 요리(東南Asia 料理)는 아시아 요리의 한 갈래로, 동남아시아 지역의 요리들을 포함한다.

## 분류
동남아시아 요리에 속하는 요리는 다음과 같다.
- 동티모르 요리
- 라오스 요리
- 말레이시아 요리
- 미얀마 요리
- 베트남 요리
- 브루나이 요리
- 싱가포르 요리
- 인도네시아 요리
- 캄보디아 요리
- 태국 요리
- 필리핀 요리

## 같이 보기
- 동아시아 요리
- 남아시아 요리